# PH
pH (lat. potentia hydrogenii, 'snaga vodika') ili pH-vrijednost jest broj koji služi kao mjera kiselosti (aciditeta), odnosno lužnatosti (alkaliteta), vodenih otopina, a dobiva se kao negativan dekadski logaritam množinske koncentracije (točnije: aktiviteta) vodikovih iona u otopini:
{\displaystyle \mathrm {pH=-log\ [H^{+}]\qquad pOH=-log\ [OH^{-}]} }
Pri 25 °C vrijednost pH neke otopine može biti između 0 i 14.
U čistoj vodi i u neutralnim vodenim otopinama koncentracija vodikovih iona (H+) i hidroksidnih iona (OH–) jednaka je i pri 25 °C iznosi 10–7 mol/dm3:
{\displaystyle \mathrm {[H^{+}]=10^{-7}\qquad [OH^{-}]=10^{-7}} }
Prema tomu, pH i pOH su za čistu vodu i neutralne otopine prema definiciji jednaki 7:
{\displaystyle \mathrm {pH=7\qquad pOH=7} }
Koncentracija vodikovih iona u kiselim otopinama veća je od 10–7 mol/dm3, pa je njihov pH manji od 7; u lužnatim je otopinama koncentracija hidroksidnih iona veća, a vodikovih iona manja od 10–7 mol/dm3, pa je njihov pH veći od 7. Poveća li se kiselost otopine za jednu pH jedinicu, koncentracija H+ iona poveća se 10 puta.
Umnožak koncentracija vodikovih i hidroksidnih iona, prema zakonima kemijske ravnoteže, konstantan je u svim vodenim otopinama:
{\displaystyle \mathrm {[H^{+}]=10^{-7}\qquad [OH^{-}]=10^{-7}\qquad dakle:\qquad [H^{+}][OH^{-}]=10^{-14}\qquad ili\qquad K_{w}=[H^{+}][OH^{-}]=10^{-14}} }
Kw je konstanta za čistu vodu i za sve vodene otopine pri 25 °C i naziva se ionski produkt vode.
Vrijednost pH grubo se određuje s pomoću indikatorskih papira, koji kod različitih koncentracija vodikovih iona pokazuju različite boje (lakmus), a mnogo točnije s pomoću potenciometrijskog uređaja zvanoga pehametar. Točno utvrđivanje, poznavanje ili održavanje pH važno je u mnogim prirodnim i tehničkim procesima (enzimske reakcije; tekstilna, prehrambena industrija, agrikultura itd.). Pojam i vrijednosti pH uvedeni su 1909. prema prijedlogu  P. L. Sørensena.
Zbog nesigurnosti o fizičkom značenju koncentracije vodikovih iona, Nacionalni ured za standarde SAD definirao je pH vrijednosti kao elektromotornu silu koja postoji između pojedinih standardnih elektroda u otopinama.

## pH-metar
pH se obično mjeri pH-metrom, a pH vrijednost je razlika elektromotorne sile (električni potencijal i napon) između odgovarajućih elektroda smještenih u otopini koja se ispituje. U osnovi pH metar je voltmetar spojen na elektrodu, koja reagira na promjene pH, i referentnu (nepromjenljivu) elektrodu. Na pH osjetljiva elektroda je obično staklo a referenca je obično živa-živin klorid (kalomel) elektroda. Također se koriste srebro-srebrov klorid elektrode. Kada su dvije elektrode uronjene u otopinu one djeluju kao baterija. Staklena elektroda razvija električni potencijal koji je izravno povezan s aktivnošću vodikovih iona u otopini, a voltmetar mjeri razliku potencijala između stakla i referentne elektrode. Instrument može imati ili digitalni ili analogni prikaz rezultata. Digitalni prikaz ima prednost točnosti očitavanja dok analogna očitavanja daju bolje pokazatelje stope promjena. Baterijom napajani prijenosni pH-metari se široko koriste za terenska ispitivanja pH tla. Testovi pH mogu se provesti i manje precizno lakmus papirom ili miješanjem indikatorskih boja u tekuće suspenzije i njihovim nanošenjem na papir. Dobivene boje se uspoređuju s kalibriranim grafom boja koje odgovaraju određenom pH.